# ソメヤ
ソメヤ株式会社は、大分県大分市原新町2-18に本社を置く主に医薬品・医療機器の卸売りを扱う企業であった。現在はメディセオ・パルタックホールディングスグループの一社「アトル」である。

## 概要
- 代表取締役社長　染矢博
- 資本金 500万円

## 大株主
- 染矢博

## 沿革
- 1978年12月設立
- 1995年8月「九宏薬品株式会社」（福岡県福岡市）と合併

## 主な取引メーカー
- 共和薬品工業
- 辰巳化学
- 帝国製薬
- 東宝薬品工業
- 大洋薬品工業（現・武田テバファーマ）
- 光成薬品